# Tony Cottee
Anthony „Tony” Richard Cottee (ur. 11 lipca 1965 w Londynie) – angielski piłkarz grający na pozycji napastnika. W swojej karierze rozegrał 7 meczów w reprezentacji Anglii.

## Kariera klubowa
Swoją karierę piłkarską Cottee rozpoczął w klubie West Ham United. W 1982 roku awansował do kadry pierwszego zespołu. 1 stycznia 1983 roku zadebiutował w nim w Division One w wygranym 3:0 domowym meczu z Tottenhamem Hotspur i w debiucie zdobył gola. W debiutanckim sezonie jako 17-latek strzelił 5 goli, a w sezonie 1983/1984 stał się podstawowym zawodnikiem West Hamu. W 1986 roku został wybrany Młodym Zawodnikiem Roku, a West Ham zajął 3. miejsce w lidze. W sezonie 1986/1987 strzelił 22 gole i był to tym samym jego najlepszy dorobek strzelecki w karierze.
W sierpniu 1988 roku Cottee przeszedł za 2,2 miliona funtów do Evertonu. W Evertonie swój debiut zaliczył 27 sierpnia 1988 w zwycięskim 4:0 domowym spotkaniu z Newcastle United. W debiucie strzelił trzy gole. W 1989 roku doszedł z Evertonem do finału Pucharu Anglii, jednak Everton przegrał w nim 2:3 z Liverpoolem. W zespole Evertonu Cottee występował do lata 1994 roku.
Latem 1994 roku Cottee wrócił do West Hamu na zasadzie wymiany z Evertonem za Davida Burrowsa. W West Hamie grał do końca 1996 roku. Na początku 1997 roku wyjechał do Malezji i występował tam w zespole Selangoru, dla którego strzelił 14 goli.
W 1997 roku Cottee został zawodnikiem Leicesteru City. Swój debiut w Leicesterze zanotował 27 sierpnia 1997 w zremisowanym 3:3 domowym meczu z Arsenalem. Jeszcze w 1997 roku został wypożyczony do Birmingham City, a w 1998 roku wrócił do Leicesteru. W 2000 roku zdobył z nim Puchar Ligi Angielskiej.
Latem 2000 Cottee przeszedł do Norwich City. Pod koniec roku został grającym menedżerem Barnet, a w 2001 roku zakończył karierę jako zawodnik Millwall.
| Sezon   | Klub            | Kraj    | Rozgrywki      | Mecze | Bramki |
| ------- | --------------- | ------- | -------------- | ----- | ------ |
| 1982/83 | West Ham United | Anglia  | Division One   | 8     | 5      |
| 1983/84 | West Ham United | Anglia  | Division One   | 39    | 15     |
| 1984/85 | West Ham United | Anglia  | Division One   | 41    | 17     |
| 1985/86 | West Ham United | Anglia  | Division One   | 42    | 20     |
| 1986/87 | West Ham United | Anglia  | Division One   | 42    | 22     |
| 1987/88 | West Ham United | Anglia  | Division One   | 40    | 13     |
| 1988/89 | Everton         | Anglia  | Division One   | 36    | 13     |
| 1989/90 | Everton         | Anglia  | Division One   | 27    | 13     |
| 1990/91 | Everton         | Anglia  | Division One   | 29    | 10     |
| 1991/92 | Everton         | Anglia  | Division One   | 24    | 8      |
| 1992/93 | Everton         | Anglia  | Premier League | 26    | 12     |
| 1993/94 | Everton         | Anglia  | Premier League | 39    | 16     |
| 1994/95 | Everton         | Anglia  | Premier League | 3     | 0      |
| 1994/95 | West Ham United | Anglia  | Premier League | 31    | 13     |
| 1995/96 | West Ham United | Anglia  | Premier League | 33    | 10     |
| 1996/97 | West Ham United | Anglia  | Premier League | 3     | 0      |
| 1997    | Selangor FA     | Malezja | Premier One    | 24    | 14     |
| 1997/98 | Leicester City  | Anglia  | Premier League | 19    | 4      |
| 1997/98 | Birmingham City | Anglia  | Division One   | 5     | 1      |
| 1998/99 | Leicester City  | Anglia  | Premier League | 31    | 10     |
| 1999/00 | Leicester City  | Anglia  | Premier League | 33    | 13     |
| 2000/01 | Leicester City  | Anglia  | Premier League | 2     | 0      |
| 2000/01 | Norwich City    | Anglia  | Division One   | 7     | 1      |
| 2000/01 | Barnet          | Anglia  | Division Three | 16    | 9      |
| 2001/02 | Millwall        | Anglia  | Division One   | 2     | 0      |

## Kariera reprezentacyjna
W reprezentacji Anglii Cottee zadebiutował 10 września 1986 w przegranym 0:1 towarzyskim spotkaniu ze Szwecją. W swojej karierze grał w eliminacjach do Euro 88 i do MŚ 1990. Od 1986 do 1989 rozegrał w kadrze narodowej 7 meczów.
| Mecze i gole w reprezentacji | Mecze i gole w reprezentacji | Mecze i gole w reprezentacji | Mecze i gole w reprezentacji | Mecze i gole w reprezentacji | Mecze i gole w reprezentacji | Mecze i gole w reprezentacji |
| #                            | Data                         | Stadion                      | Rywal                        | Wynik                        | Gol                          | Rozgrywki                    |
| 1986                         | 1986                         | 1986                         | 1986                         | 1986                         | 1986                         | 1986                         |
| ---------------------------- | ---------------------------- | ---------------------------- | ---------------------------- | ---------------------------- | ---------------------------- | ---------------------------- |
| 1.                           | 10.09.1986                   | Solna, Szwecja               | Szwecja                      | 0:1                          | 0                            | towarzyski                   |
| 2.                           | 15.10.1986                   | Londyn, Anglia               | Irlandia Północna            | 3:0                          | 0                            | el. ME 1988                  |
| 1988                         |                              |                              |                              |                              |                              |                              |
| 3.                           | 27.04.1988                   | Budapeszt, Węgry             | Węgry                        | 1:0                          | 0                            | towarzyski                   |
| 4.                           | 14.09.1988                   | Londyn, Anglia               | Dania                        | 0:0                          | 0                            | towarzyski                   |
| 5.                           | 19.10.1988                   | Londyn, Anglia               | Szwecja                      | 0:0                          | 0                            | el. MŚ 1990                  |
| 1989                         |                              |                              |                              |                              |                              |                              |
| 6.                           | 23.05.1989                   | Glasgow, Szkocja             | Chile                        | 0:0                          | 0                            | Rous Cup 1989                |
| 7.                           | 27.05.1989                   | Glasgow, Szkocja             | Szkocja                      | 2:0                          | 0                            | Rous Cup 1989                |